# Maraimalai Adigal
Maraimalai Adigal (ur. 1876, zm. 1950) – indyjski pisarz i działacz społeczny.

## Życiorys
Urodził się w niewielkiej wiosce Kadampadi nieopodal Nagapattinam. Pierwotnie nosił imię Vedanayaham. Na jego formację intelektualną znaczny wpływ wywarł Somasundara Naicker. Dzięki niemu właśnie stał się oddanym czcicielem Śiwy. Przez 13 lat wykładał język tamilski na ćennajskim Madras Christian College. Ceniony i płodny pisarz, pozostawił po sobie istotne komentarze do klasycznych utworów literatury tamilskiej, Pattinappalai oraz Mullaipattu. Zapoczątkował ruch na rzecz oczyszczenia języka tamilskiego z wpływów sanskryckich i północnoindyjskich, postrzeganych jako element zewnętrzny i obcy. Swoje noszące ślady sanskrytu imię zmienił na jego rodzimy odpowiednik. Opracował i wprowadził do użytku tamilski kalendarz, za punkt wyjściowy przyjmujący datę urodzenia Tiruvalluvara. Ten system rachuby czasu ze względu na swoje ideologiczne konotacje używany jest również przez współczesne tamilskie władze.
Uznawany za głównego ideologa ruchu drawidyjskiego, sprzeciwiał się wszakże zażarcie promowanemu przezeń ateizmowi. Występował przeciwko wpływom bramińskim. Przyjaciel i polityczny sprzymierzeniec E.V. Ramaswamiego, reformatora społecznego uznawanego za ojca współczesnego Tamilnadu. Ojciec pisarki i działaczki społecznej Neelambikai Ammaiyar, z którą współpracował przy propagowaniu tamilskiego puryzmu językowego. W okresie późniejszym wszedł z nią w poważny konflikt, nie będąc w stanie zaakceptować zawartego przez nią związku małżeńskiego.